# Тандиль
Тандиль (исп. Tandil) — город в муниципалитете Тандиль провинции Буэнос-Айрес Аргентинской Республики.

## География
Как муниципалитет, Тандиль граничит со следующими муниципалитетами:
- на северо-западе — Асуль;
- на северо-востоке — Рауч, Аякучо;
- на юго-востоке — Балькарсе, Лоберия;
- на юго-западе — Некочеа, Бенито-Хуарес.

Находится в 330 километрах от административного центра провинции и муниципалитета Ла-Плата — города Ла-Плата, примерно на таком же расстоянии — от административного центра муниципалитета Баия-Бланка — города Баия-Бланка, в 160 километрах от административного центра муниципалитета Хенераль-Пуэйредон — города Мар-дель-Плата и в 360 километрах от столицы Аргентинской Республики — автономного города Буэнос-Айрес.

## Климат
Климат в городе Тандиль морской (точнее, Cfb по классификации климатов Кёппена). Средняя температура — 13,8 °C, в среднем в год выпадает 888,6 миллиметров осадков. Данные за 1981 — 2010 года (рекордные температуры — с 1961 года) приведены в таблице.
| Показатель                                         | Янв.  | Фев.  | Март  | Апр.  | Май   | Июнь  | Июль  | Авг.  | Сен.  | Окт.  | Нояб. | Дек.  | Год    |
| -------------------------------------------------- | ----- | ----- | ----- | ----- | ----- | ----- | ----- | ----- | ----- | ----- | ----- | ----- | ------ |
| Абсолютный максимум, °C                            | 39,3  | 37,8  | 37,2  | 32,5  | 28,0  | 25,4  | 31,2  | 23,3  | 30,0  | 31,3  | 34,2  | 39,9  | 39,9   |
| Средний суточный максимум, °C                      | 28,1  | 26,8  | 24,3  | 20,3  | 16,4  | 13,0  | 12,4  | 14,7  | 16,6  | 19,8  | 23,0  | 26,4  | 20,2   |
| Средняя температура, °C                            | 20,8  | 19,7  | 17,6  | 13,5  | 10,0  | 7,2   | 6,3   | 8,1   | 4,1   | 7,2   | 9,7   | 11,9  | 13,5   |
| Средний суточный минимум, °C                       | 13,6  | 13,0  | 11,5  | 7,6   | 4,8   | 2,3   | 1,4   | 2,6   | 4,1   | 7,2   | 9,7   | 11,9  | 7,5    |
| Абсолютный минимум, °C                             | 1,8   | 0,8   | 0,0   | −4,6  | −5,8  | −11   | −11,6 | −8,5  | −7,1  | −3,9  | −2,8  | −0,3  | −11,6  |
| Среднее число солнечных часов в месяц              | 263,5 | 228,8 | 229,4 | 195,0 | 133,3 | 120,0 | 130,2 | 176,7 | 195,0 | 223,2 | 249,0 | 241,8 | 2385,9 |
| Норма осадков, мм                                  | 108,5 | 90,2  | 98,8  | 71,3  | 59,7  | 37,2  | 37,6  | 45,2  | 58,6  | 97,7  | 94,6  | 79,2  | 878,6  |
| Средняя влажность, %                               | 68,3  | 73,0  | 76,9  | 78,1  | 80,7  | 81,0  | 80,7  | 76,2  | 74,6  | 73,5  | 70,7  | 66,5  | 75,0   |
| Источник: Государственная метеорологическая служба |       |       |       |       |       |       |       |       |       |       |       |       |        |

## История
Тандиль основан 4 апреля 1823 года Мартином Родригесом под названием Фуэртэ Индепендесия (с итал. «Форт независимости»). Со временем коренное население смешалось с европейцами. Подавляющее число иммигрантов прибыло из следующих стран:
- Испанская империя;
- Сардинское королевство;
- Ломбардо-Венецианское королевство;
- Великое герцогство Тосканское;
- Пармское герцогство;
- Моденское герцогство;
- Папская область;
- Королевство обеих Сицилий;
- Королевство Дании.

В 1895 году Тандиль получил статус города и стал популярным туристическим местом, привлекающим людей из города Буэнос-Айрес и других городов Вице-королевства Рио-де-ла-Плата.

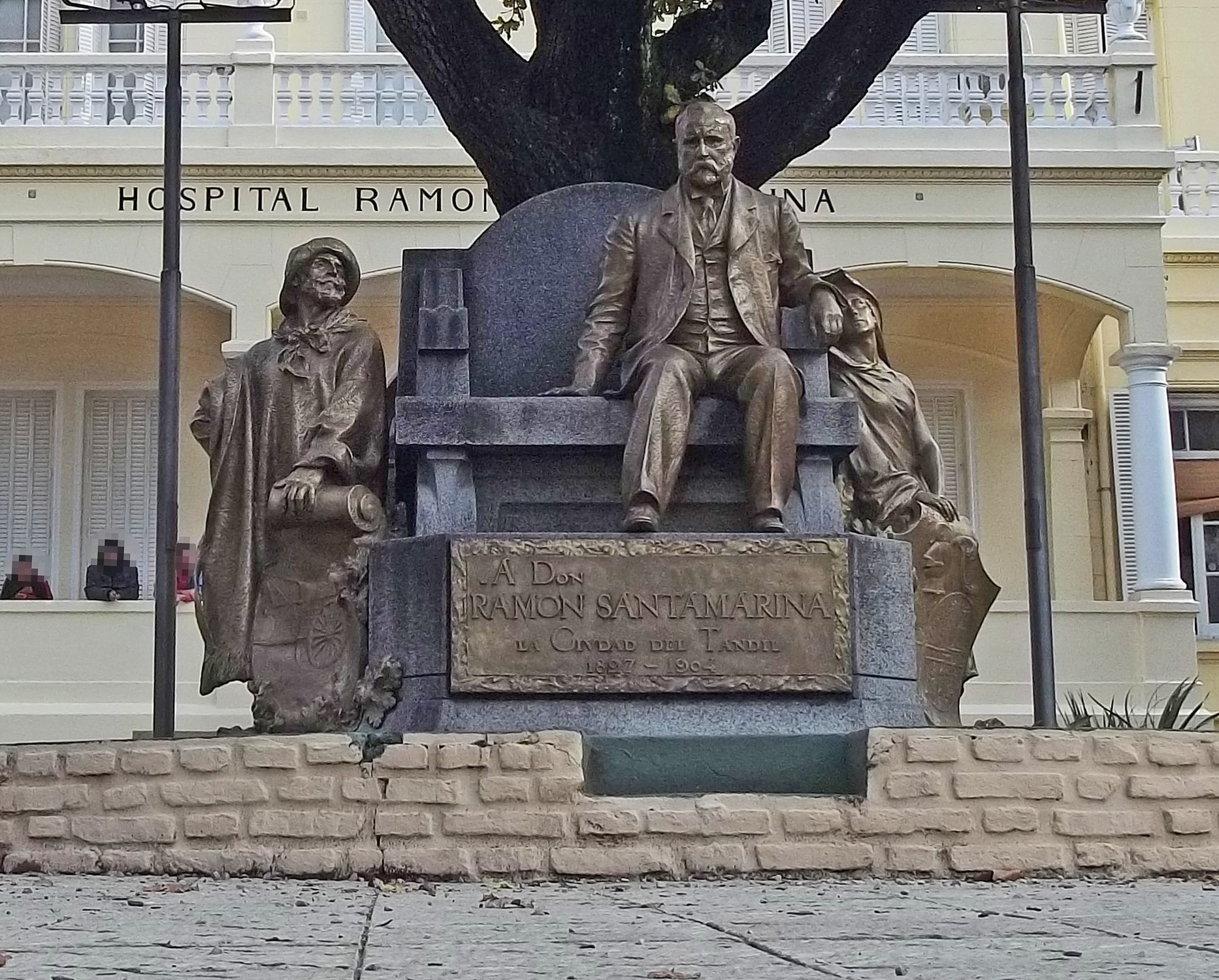
Бюст дону Рамону Сантамарине.

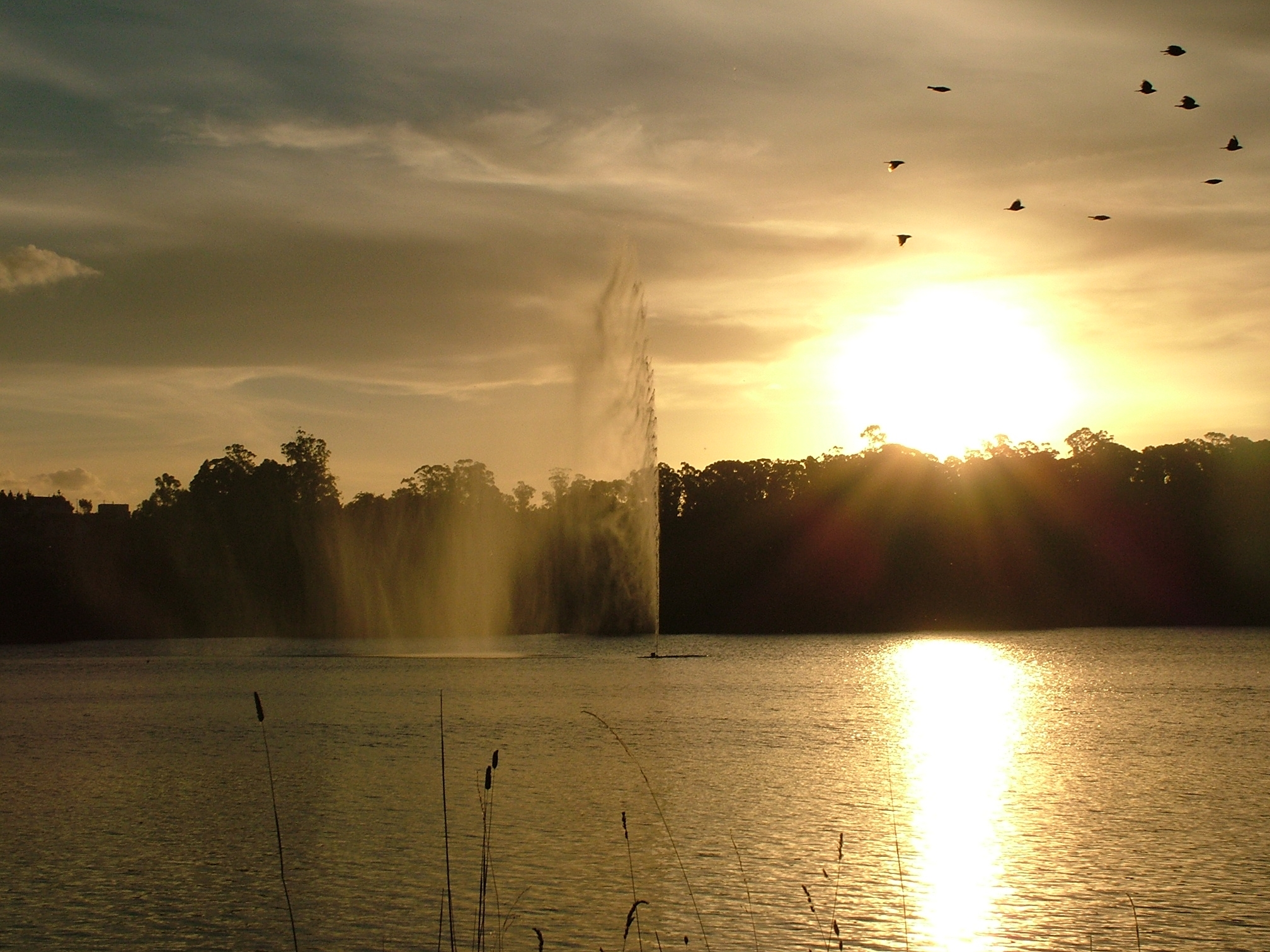
Озеро Лаго-дель-Фуэрте и искусственный гейзер.

## Национальный университет центра провинции Буэнос-Айрес
Национальный университет центра провинции Буэнос-Айрес — государственный университет в городе Тандиль. Он был основан в 1974 году согласно плану Такини — плану по основанию новых университетов на территории всей Аргентинской Республики, созданным доктором медицины Альберто Такини.

## Известные личности

### Искусство
- Родольфо Гонсалес Пачеко[англ.] — писатель, драматург;
- Виктор Лаплас — актёр, режиссёр, продюсер;
- Гектор Рене Лавандера[англ.] — иллюзионист;
- Мария Кристина Кир — певица (сопрано), основатель вокального квартета «Коломбино» и ансамбля «Concerto Soave»;
- Факундо Кабраль — автор и исполнитель собственных народных песен, почётный житель города Буэнос-Айрес, посланник мира (Организация Объединённых Наций по вопросам образования, науки и культуры), почётный член организации «Amnesty International».

### Политика
- Диего Боссио[англ.] — депутат Национального конгресса Аргентинской Республики;
- Маурисио Макри — президент Аргентинской Республики.

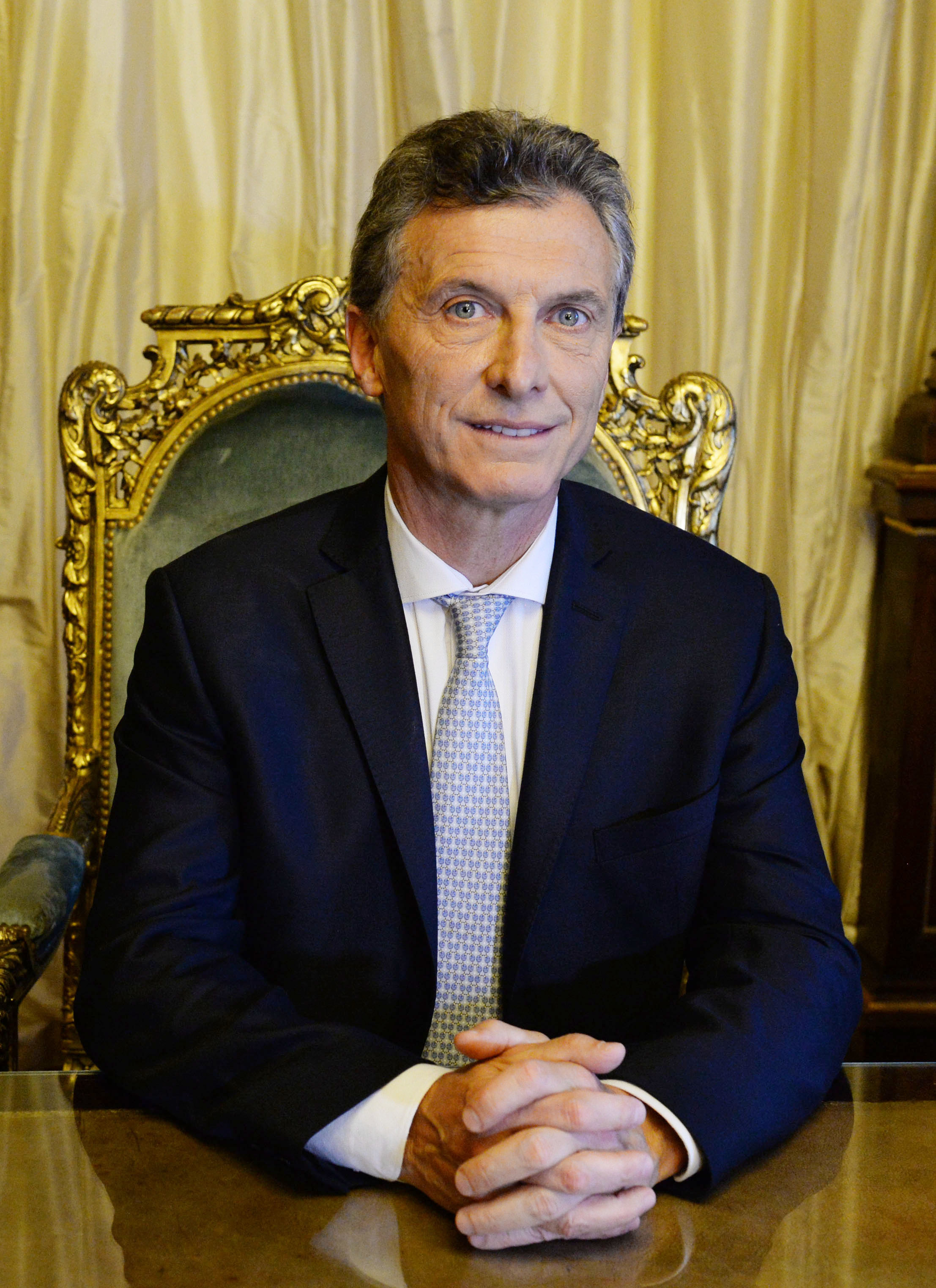
Президент Аргентинской Республики Маурисио Макри родился в городе Тандиль.

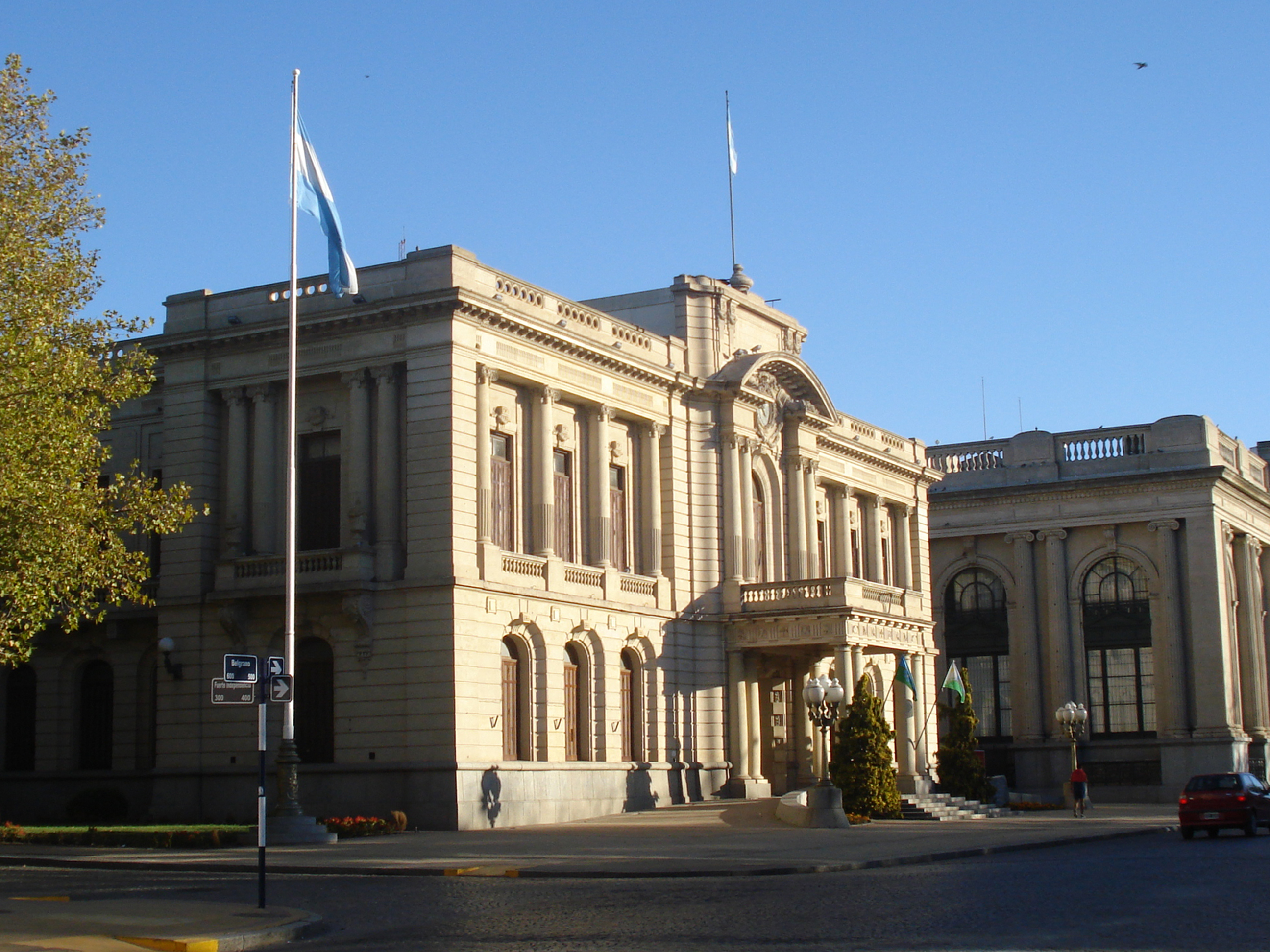
Мэрия города Тандиль.

### Спорт

#### Теннис
- Хуан Мартин дель Потро — бронзовый призёр Игр XXX Олимпиады, серебряный призёр Игр XXXI Олимпиады в одиночном разряде;

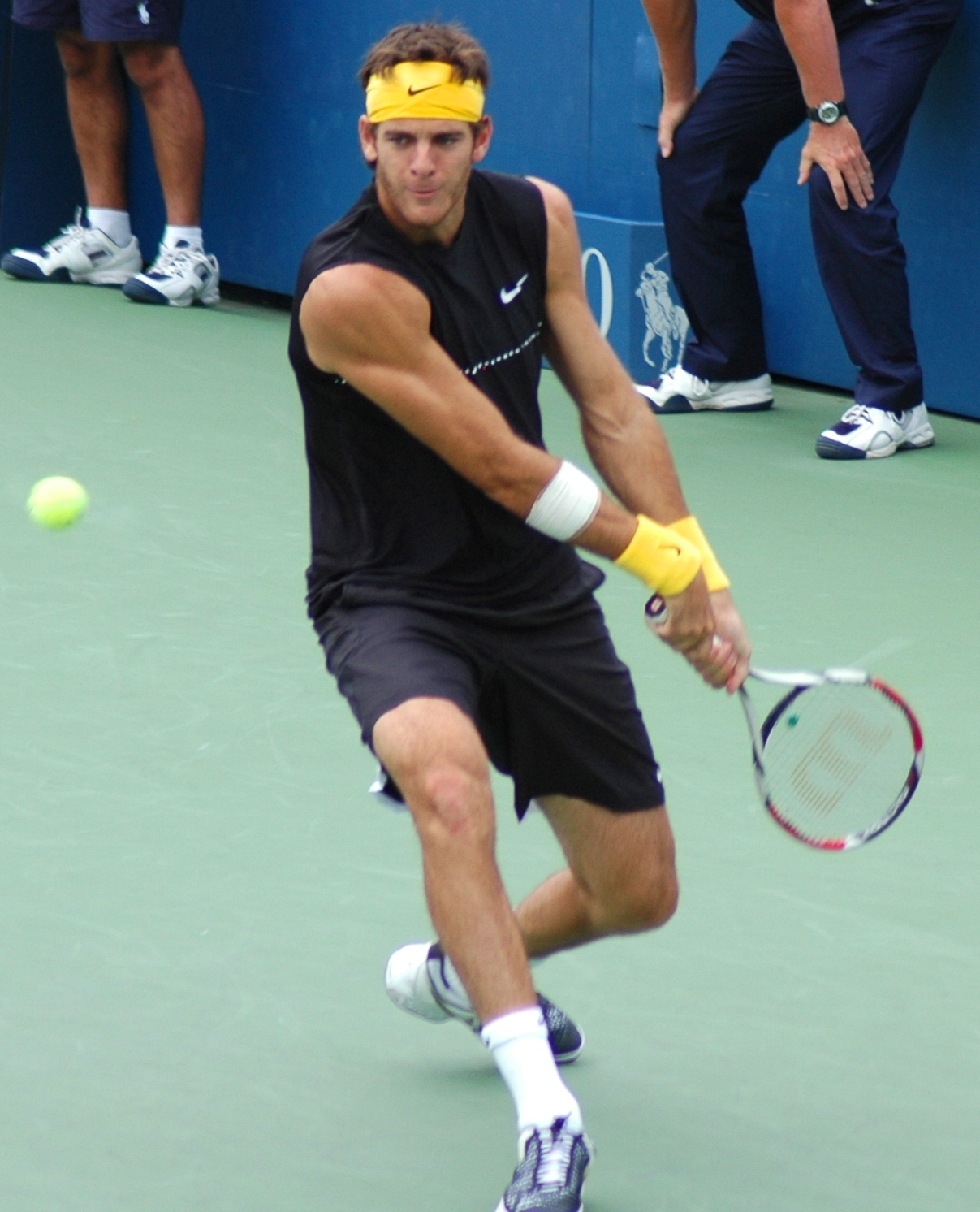
Теннисист Хуан Мартин дель Потро родился в городе Тандиль.

- Мария Иригойен — золотой медалист XVI Панамериканских игр в парном разряде;
- Гильермо Перес-Рольдан — победитель BMW Open, Открытого чемпионата Аргентинской Республики по теннису;
- Мариана Перес-Рольдан[англ.] — участница турниров Международной федерации тенниса;
- Максимо Гонсалес Мерейра — победитель 8-ми турниров Ассоциации теннисистов-профессионалов;
- Диего Джункейра[англ.] — победитель тура Ассоциации теннисистов-профессионалов «Challenger»;
- Мариано Сабалета — 2-кратный победитель тура Ассоциации теннисистов-профессионалов «Challenger», победитель Открытого чемпионата Королевства Швеция по теннису;

#### Футбол
- Мауро Херман Каморанези Серра — чемпион XVIII чемпионата мира по футболу Международной федерации футбола, чемпион серий A и B Чемпионата Итальянской Республики по футболу, обладатель суперкубка Итальянской Республики по футболу, футболист года в Итальянской Республике по версии «Gurin Sportivo», офицер ордена «За заслуги перед Итальянской Республикой», обладатель золотой цепи «За спортивные заслуги»;
- Хуан Элучанс[англ.] — полузащитник футбольного клуба «Атлетико Рафаэла»;
- Ариэль Эранан Гарсе — чемпион Аргентинской Республики по футболу;
- Эстебан Ариэль Савелич — чемпион Аргентинской Республики по футболу;
- Мариано Андрес Перния Молина — чемпион Аргентинской Республики по футболу, обладатель кубка Интертото, победитель Лиги Европы Союза европейских футбольных ассоциаций;
- Джордж Иван Перес[англ.] — полузащитник футбольного клуба «Сибао»[англ.];
- Алехандро Агустин Доменес[англ.] — полузащитник футбольного клуба «Гимназия и Эсригма де Консепсьон-дель-Уругвай»[англ.];
- Мариано Гонсалес — золотой медалист XXVIII Игр Олимпиады 2004 года, чемпион серии A Чемпионата Итальянской Республики по футболу, 3-х кратный чемпион Суперлиги Чемпионата Португальской Республики, обладатель Кубка Португальской Республики по футболу;
- Бернандо Даниэль Ромео[англ.] — нападающий футбольного клуба «Сан-Лоренсо де Альмагро»
- Джордж Балино — футбольный судья.